# Верхняя Боёвка (Свердловская область)
Верхняя Боёвка — деревня в Сысертском районе Свердловской области России. Входит в Сысертский муниципальный округ.
Ранее деревня входила в состав Никольского сельсовета Сысертского района.

## Географическое положение
Деревня Верхняя Боёвка расположена в верхнем течении реки Боёвки (правого притока реки Багаряк), к юго-юго-востоку от Екатеринбурга и в 28 километрах (по автодорогам в 35 километрах) к югу-юго-востоку от города Сысерти. Западнее деревни находится село Никольское. В нескольких километрах к югу от Верхней Боёвки проходит граница Свердловской и Челябинской областей.

## История деревни
Деревня Верхняя Боёвка была основана в начале XIX века одновременно с деревней Покаместной (ныне село Новоипатово), когда для строительства Сысертских заводов с юга Центральной России привезли приписных крестьян. Первоначально землевладельцы хотели поселить крестьян на берегу Боевского озера, однако некоторым крестьянам не понравилось это место, и те самовольно ушли искать другие. Те, кто остались, основали деревню Покаместную, другие (около десяти семей) ушли в верховье реки Боёвки. Первоначально деревня называлась Новой. Первыми поселенцами деревни были семьи Орловых, Пьянковых, Ошкординых, Плотниковых, Ладейщиковых и другие. В деревне было до 300 дворов. Семьи были большие, в каждой не менее 5 детей, поэтому скоро деревня разрослась. Сейчас проживает немного меньше двухсот коренных жителей и несколько десятков дачников.

## Инфраструктура
В деревне работают сельский клуб с библиотекой, фельдшерский пункт и магазин.

## Население
| 2002 | 2010 |
| ---- | ---- |
| 243  | ↘233 |